# Hatamus inarmatus
Hatamus inarmatus är en skalbaggsart som beskrevs av Voirin 1997. Hatamus inarmatus ingår i släktet Hatamus och familjen Dynastidae. Inga underarter finns listade i Catalogue of Life.